# Élections générales québécoises de 1966
Les élections générales québécoises de 1966 se déroulent le 5 juin 1966 afin d'élire les députés de la 28e législature de l'Assemblée législative du Québec. Il s'agit de la 28e élection générale depuis la confédération canadienne de 1867. L'Union nationale, dirigée par Daniel Johnson est porté au pouvoir et forme un gouvernement majoritaire, défaisant le gouvernement libéral sortant du premier ministre Jean Lesage.
Il s'agit de la dernière élection pour l'Assemblée législative du Québec. En 1968, la législature de la province de Québec jusqu'alors bicamérale, devient monocamérale avec l'abolition du Conseil législatif et l'Assemblée législative est renommée « Assemblée nationale ». Désormais, la législature du Québec se compose du lieutenant-gouverneur et de l'Assemblée nationale du Québec, elle exerce « tous les pouvoirs conférés à la Législature de la province de Québec composée du lieutenant-gouverneur et de deux Chambres appelées le Conseil législatif de Québec et l'assemblée législative de Québec ».

## Contexte
La victoire de l'Union nationale est une surprise pour la plupart des observateurs lors de cette élection, qui est l'une des plus serrées dans l'histoire récente ; il défait le gouvernement de Lesage bien que le Parti libéral eut obtenu l'avantage dans le nombre de votes par 6,5 %. Le mode de scrutin (uninominal majoritaire à un tour) utilisé au Québec depuis au moins 100 ans a contribué à ce résultat. En général, ce mode de scrutin tend à produire de fortes disparités dans le nombre de sièges même lorsque le vote populaire est très serré. Mais, plus important, une partie de l'électorat nationaliste a été séduite par le slogan Égalité ou indépendance utilisé par Johnson ; celui-ci déclare en effet que le Québec doit conclure une meilleure entente avec le reste du Canada ou bien se séparer carrément du pays. En ce sens, les forces du nationalisme québécois poussées par la Révolution tranquille de Lesage ont pu contribuer à sa défaite.
Le 30 mars 1963, le Rassemblement pour l'indépendance nationale s'était constitué en parti politique et a brigué les suffrages. Pierre Bourgault en devient le chef en mai 1964. Le 13 mars 1966, le Ralliement national (RN) fut fondé par la fusion de l'aile provinciale du Ralliement des créditistes et du Regroupement national. René Jutras et Laurent Legault en sont les chefs. Ces deux partis, prônant tous deux l'indépendance du Québec, remportent ensemble près de 9 % du vote populaire, sans toutefois faire élire de députés.
Une nouvelle loi électorale adoptée en 1963 est venue réglementer les dépenses électorales des candidats. Une réforme de la carte électorale fut également entreprise en 1965. À titre d'exemple, la circonscription de Laval comptait 135 000 électeurs, contre seulement 5 600 pour celle des Îles-de-la-Madeleine. À la suite de cette réforme, le nombre de circonscriptions (et donc de sièges à l'Assemblée législative) passe de 95 à 108 pour cette élection.

## Dates importantes
- 18 avril 1966 : émission du bref d'élection.
- 5 juin 1966 : scrutin
- 1er décembre 1966 : ouverture de la session.

## Slogans
- PLQ : « Pour un Québec plus prospère »[2]
- UN : « Québec d'abord »[3]
- RIN : « On est capable »[4]

## Résultats
| Union nationale | Libéral   | Ind.     |
| 56 sièges       | 50 sièges | 2 sièges |
| ^               |           |          |
| majorité        |           |          |

### Résultats par parti politique
| Partis | Partis                     | Chef                           | Candidats | Sièges | Sièges | Voix      | Voix   | Voix    |
| Partis | Partis                     | Chef                           | Candidats | 1962   | Élus   | Nb        | %      | +/-     |
| --- | -------------------------- | ------------------------------ | --------- | ------ | ------ | --------- | ------ | ------- |
| | Union nationale            | Daniel Johnson                 | 108       | 31     | 56     | 948 928   | 40,8 % | -1,33 % |
| | Libéral                    | Jean Lesage                    | 108       | 63     | 50     | 1 099 435 | 47,3 % | -9,11 % |
| | RIN                        | Pierre Bourgault               | 73        | -      | -      | 129 045   | 5,6 %  | -       |
| | Ralliement national        | René Jutras et Laurent Legault | 90        | -      | -      | 74 670    | 3,2 %  | -       |
| | Conservateur               |                                | 4         | -      | -      | 6 183     | 0,3 %  | -0,07 % |
| | Socialiste                 | Jean-Marie Bédard              | 5         | -      | -      | 1 090     | 0 %    | -       |
| | Communiste                 |                                | 4         | -      | -      | 502       | 0 %    | +0,02 % |
| | Droit vital                |                                | 1         | -      | -      | 417       | 0 %    | -       |
| | Démocratisation économique |                                | 1         | -      | -      | 125       | 0 %    | -       |
| | Indépendant                | Indépendant                    | 18        | 1      | 2      | 59 787    | 2,6 %  | +2,15 % |
| | Sans désignation           | Sans désignation               | 6         | -      | -      | 4 647     | 0,2 %  | -       |
| Total | Total                      | Total                          | 418       | 95     | 108    | 2 324 829 | 100 %  |         |
| Le taux de participation lors de l'élection était de 73,6 % et 45 681 bulletins ont été rejetés. Il y avait 3 222 302 personnes inscrites sur la liste électorale pour l'élection. |                            |                                |           |        |        |           |        |         |

### Résultats par circonscription
- Abitibi-Est : Lucien Cliche (Parti libéral)
- Abitibi-Ouest : Alcide Courcy (Parti libéral)
- Ahuntsic : Jean-Paul Lefebvre (Parti libéral)
- Argenteuil : Zoël Saindon (Parti libéral)
- Arthabaska : Roch Gardner (Union nationale)
- Bagot : Daniel Johnson (Union nationale)
- Beauce : Paul-Émile Allard (Union nationale)
- Beauharnois : Gérard Cadieux (Parti libéral)
- Bellechasse : Gabriel Loubier (Union nationale)
- Berthier : Guy Gauthier (Union nationale)
- Bonaventure : Gérard D. Levesque (Parti libéral)
- Bourassa : Georges-Émery Tremblay (Parti libéral)
- Bourget : Paul-Émile Sauvageau (Union nationale)
- Brome : Glendon Pettes Brown (Parti libéral)
- Chambly : Pierre Laporte (Parti libéral)
- Champlain : Maurice Bellemare (Union nationale)
- Charlevoix : Raymond Mailloux (Parti libéral)
- Châteauguay : George Kennedy (Parti libéral)
- Chauveau : François-Eugène Mathieu (Union nationale)
- Chicoutimi : Jean-Noël Tremblay (Union nationale)
- Compton : Claude-Gilles Gosselin (Union nationale)
- D'Arcy-McGee : Victor Goldbloom (Parti libéral)
- Deux-Montagnes : Gaston Binette (Parti libéral)
- Dorchester : Paul-Henri Picard (Union nationale)
- Dorion : François Aquin (Parti libéral)
- Drummond : Bernard Pinard (Parti libéral)
- Dubuc : Roch Boivin (Union nationale)
- Duplessis : Henri-Laurier Coiteux (Parti libéral)
- Fabre : Gilles Houde (Parti libéral)
- Frontenac : Fernand Grenier (Union nationale)
- Gaspé-Nord : François Gagnon (Union nationale)
- Gaspé-Sud : Guy Fortier (Parti libéral)
- Gatineau : Roy Fournier (Parti libéral)
- Gouin : Yves Michaud (Parti libéral)
- Hull : Oswald Parent (Parti libéral)
- Huntingdon : Kenneth Fraser (Parti libéral)
- Iberville : Alfred Croisetière (Union nationale)
- Iles-de-la-Madeleine : Louis-Philippe Lacroix (Parti libéral)
- Jacques-Cartier : Noël Saint-Germain (Parti libéral)
- Jean-Talon : Henri Beaupré (Parti libéral)
- Jeanne-Mance : Aimé Brisson (Parti libéral)
- Joliette : Pierre Roy (Union nationale)
- Jonquière : Gérald Harvey (Parti libéral)
- Kamouraska : Adélard D'Anjou (Union nationale)
- Labelle : Fernand Lafontaine (Union nationale)
- Lac-Saint-Jean : Léonce Desmeules (Union nationale)
- Lafontaine : Jean-Paul Beaudry (Union nationale)
- L'Assomption : Robert Lussier (Union nationale)
- Laurier : René Lévesque (Parti libéral)
- Laval : Jean-Noël Lavoie (Parti libéral)
- Laviolette : André Leduc (Union nationale)
- Lévis : Jean-Marie Morin (Union nationale)
- Limoilou : Armand Maltais (Union nationale)
- L'Islet : Fernand Lizotte (Union nationale)
- Lotbinière : René Bernatchez (Union nationale)
- Louis-Hébert : Jean Lesage (Parti libéral)
- Maisonneuve : André Léveillé (Union nationale)
- Marguerite-Bourgeoys : Marie-Claire Kirkland-Casgrain (Parti libéral)
- Maskinongé : Rémi Paul (Union nationale)
- Matane : Jean Bienvenue (Parti libéral)
- Matapédia : Bona Arsenault (Parti libéral)
- Mégantic : Marc Bergeron (Union nationale)
- Mercier : Robert Bourassa (Parti libéral)
- Missisquoi : Jean-Jacques Bertrand (Union nationale)
- Montcalm : Marcel Masse (Union nationale)
- Montmagny : Jean-Paul Cloutier (Union nationale)
- Montmorency : Gaston Tremblay (Union nationale)
- Napierville-Laprairie : Laurier Baillargeon (Parti libéral)
- Nicolet : Clément Vincent (Union nationale)
- Notre-Dame-de-Grâce : Eric Kierans (Parti libéral)
- Olier : Fernand Picard (Parti libéral)
- Outremont : Jérôme Choquette (Parti libéral)
- Papineau : Roland Théorêt (Union nationale)
- Pontiac : Raymond-Thomas Johnston (Union nationale)
- Portneuf : Marcel-R. Plamondon (Union nationale)
- Richelieu : Maurice Martel (Union nationale)
- Richmond : Émilien Lafrance (Parti libéral)
- Rimouski : Maurice Tessier (Parti libéral)
- Rivière-du-Loup : Gérard Lebel (Union nationale)
- Robert-Baldwin : Arthur Ewen Séguin (indépendant)
- Roberval : Georges Gauthier (Union nationale)
- Rouville : Paul-Yvon Hamel (Union nationale)
- Rouyn-Noranda : Antonio Flamand (Union nationale)
- Saguenay : Pierre-Willie Maltais (Parti libéral)
- Sainte-Anne : Frank Hanley (indépendant)
- Sainte-Marie : Edgar Charbonneau (Union nationale)
- Saint-Henri : Camille Martellani (Union nationale)
- Saint-Hyacinthe : Denis Bousquet (Union nationale)
- Saint-Jacques : Paul Dozois (Union nationale)
- Saint-Jean : Jérôme Proulx (Union nationale)
- Saint-Laurent : Léo Pearson (Parti libéral)
- Saint-Louis : Harry Blank (Parti libéral)
- Saint-Maurice : Philippe Demers (Union nationale)
- Saint-Sauveur : Francis Boudreau (Union nationale)
- Shefford : Armand Russell (Union nationale)
- Sherbrooke : Raynald Fréchette (Union nationale)
- Stanstead : Georges Vaillancourt (Parti libéral)
- Taillon : Guy Leduc (Parti libéral)
- Témiscamingue : Gilbert-Roland Théberge (Parti libéral)
- Témiscouata : Montcalm Simard (Union nationale)
- Terrebonne : Hubert Murray (Union nationale)
- Trois-Rivières : Yves Gabias (Union nationale)
- Vaudreuil-Soulanges : Paul Gérin-Lajoie (Parti libéral)
- Verchères : Guy Lechasseur (Parti libéral)
- Verdun : Claude Wagner (Parti libéral)
- Westmount : John Richard Hyde (Parti libéral)
- Wolfe : René Lavoie (Union nationale)
- Yamaska : Paul Shooner (Union nationale)

## Sources
- Section historique du site de l'Assemblée nationale du Québec
- Jacques Lacoursière, Histoire populaire du Québec, tome 4, éditions du Septentrion, Sillery (Québec), 1997
- Élection générale 5 juin 1966 — QuébecPolitique.com

- (en) Cet article est partiellement ou en totalité issu de l’article de Wikipédia en anglais intitulé « Quebec general election, 1966 » (voir la liste des auteurs).